# Endasys thunbergi
Endasys thunbergi là một loài tò vò trong họ Ichneumonidae.